# Hyper Text Coffee Pot Control Protocol
Das Hyper Text Coffee Pot Control Protocol (HTCPCP, zu Deutsch Hypertext-Kaffeekannensteuerungsprotokoll) ist ein Protokoll zur Steuerung und Überwachung vernetzter Kaffeemaschinen. HTCPCP wurde am 1. April 1998 als RFC 2324 spezifiziert. Obwohl es sich bei diesem RFC von Larry Masinter um einen Aprilscherz handelt, ist die Spezifikation hinreichend genau, um den beschriebenen Einsatzzweck abzudecken. Trotz des Scherz-Charakters wollte der Autor mit dieser Spezifikation die ungeeignete Erweiterung des HTTP-Standards demonstrieren.
Für den vielseitig erweiterbaren Editor Emacs existiert eine funktionsfähige Implementierung und für Mozilla existiert eine Anfrage zur Umsetzung des Protokolls, die allerdings abgelehnt wurde.
HTCPCP ist eine Erweiterung zu HTTP. HTCPCP-Anfragen werden anhand des URI-Schema coffee:// (bzw. der Übersetzung von „coffee“ in 29 Sprachen) erkannt und enthalten diverse Erweiterungen zu den Standard-HTTP-Methoden:
- BREW oder POST – bittet den HTCPCP-Server Kaffee zu kochen.
- GET – fordert den Kaffee vom HTCPCP-Server an.
- PROPFIND – Fragt diverse Metainformationen zum Kaffee ab.
- WHEN – unterbricht die Zugabe von Milch zum Kaffee

Die genauen Spezifikationen sind im RFC nachzulesen.
Beachtenswert ist bei diesem 1998 erstellten RFC, dass dort bereits eine Kaffeemaschinenansteuerung beschrieben wurde, als das Internet der Dinge noch reine Utopie war.
Eine gewisse Bekanntheit hat das Protokoll erlangt durch seinen HTTP-Fehlercode 418, der von einigen Websites verwendet wird, wenn dieser Anfragen erhält, die er nicht bearbeiten möchte.
Am 1. April 2014 wurde das Protokoll um die Nutzung von Tee erweitert mit dem RFC 7168 (HTCPCP-TEA).

## Normen und Standards
- L. Masinter: RFC: 2324 – Hyper Text Coffee Pot Control Protocol (HTCPCP/1.0) [Errata: RFC 2324]. 1. April 1998 (aktualisiert durch RFC 7168, englisch).
- I. Nazar: RFC: 7168 – The Hyper Text Coffee Pot Control Protocol for Tea Efflux Appliances (HTCPCP-TEA). 1. April 2014 (englisch).